# Франц Шуберт
Франц Петер Шуберт (Беч, 31. јануар 1797 — Беч, 19. новембар 1828) је био аустријски композитор, који се сматра последњим мајстором бечке класичне школе. Франц Шуберт је један од најранијих поборника музичког романтизма.
И поред тога што је умро у 31 години живота, написао је око 630 соло песама (композиција), девет симфонија, међу којима је најпознатија Недовршена симфонија, сонате, квартете, неколико опера и многа друга дела. Шуберт се убраја у најнадареније композиторе 19. века.
Већи део живота Шуберт је провео у Бечу у материјално скромним приликама, а издржавао се као учитељ музике. Афирмисао се у уметничком кругу пријатеља који су од 1823. приређивали приватне концерте зване „шубертијаде“, посвећене његовој музици. Први јавни концерт на којем су изведене искључиво Шубертове композиције одржан је непосредно пред његову смрт 1828. године.
За време живота није добио признање за свој рад.

## Биографија

### Младост
Шуберт је рођен у Химелпфортгрунду (данас део Алсергрунда), предграђу Беча 31. јануара 1797. Његов отац Франз Теодор Шуберт, учитељ, био је син моравског сељака, а његова мајка Елизабет (рођена Виец), кћерка шлеског мајстора бравара, пре брака радила је као кућна помоћница. Франц Теодор је имао укупно четрнаестеро деце (једно ванбрачно је рођено 1783.), девет је преминуло у дојеначком добу, док је пет преживело. Отац је био познат учитељ и његова школа у Лиxтенталу, (део Бечког деветог дистрикта), била је добро испуњена. Отац није био познати музичар нити је имао формално музичко образовање, али је сина успео да научи неким основним елементима музике.
У својој шестој години, Шуберт је почео да прима редовне инструкције од оца, а годину дана касније је уписан у очеву школу. У то време је почело и његово формално музичко образовање. Отац је наставио да га учи основама виолине, а брат Игназ му је давао часове клавира. У седмој години га је подучавао Михаел Холзер, оргуљаш и вођа збора цркве у Лиxтенталу.
Холзерове лекције чини се састојале су се од разговора и дивљења, те се чини да је дечак више користи имао од познанства са колегама које упознао и који су га водили у локална складишта клавира, где је могао вежбати на квалитетнијим инструментима. Свирао је и виолу у позоришном гудачком квартету, са браћом Фердинандом и Игназом, док је отац свирао виолончело. Многа од својих првих дела за гудачки квартет написао је за овај музички састав.
Шуберта је 1804. први пута приметио Антонио Салијери, тада водећи бечки музички ауторитет, који је препознао његове вокалне способности. У новембру 1808. је постао ученик на „Штатконвикт“ (царској богословији) преко хорске школарине.
Ту је Шуберт упознао Моцартове увертире и симфоније. Његово искуство са тим делима и различитим једноставнијим композицијама, у комбинацији са повременим посетама опери поставили су основу са његово велико музичко знање. Један од важних музичких утицаја долазио је од песама Јохана Рудолфа Цумстига, који је био важан композитор песама тога времена, које је Шуберт хтео да „модернизује“ (према наводима Шубертовог пријатеља Јозефа фон Спауна). Шубертово пријатељство са Спауном започело ја на Штатконвикту и трајало је читавог живота. У тим раним данима боље стојећи Спаун опскрбљивао је Шуберта папиром за писање музике.
У међувремену у његовим композицијама почео се показивати његов гениј. Шуберту су повремено допуштали да диригује оркестром Штатконвикта, а Салијери је одлучио да га приватно учи музичкој композицији и теорији. Током боравка у Штатконвикту написао је велик број музичких дела од којих су познатија Kyrie (Д. 31) и Salve Regina (Д. 27), уз октет за дувачке инструменте (D. 72/72a, комеморација мајчине смрти 1812.), кантату за гитару и мушки глас (Д. 110, у част очева рођендана 1813), и своју прву симфонију (Д. 82).

### Учитељ у очевој школи
На крају 1813, напустио је Штатконвикт, и вратио се кући на студије у Нормалхауптшулу где је учио да постане учитељ. Године 1814. почиње да ради у очевој школи са најмлађим ученицима. Током две године рада као учитељ, и даље је наставио приватну обуку о композицији код Салијерија. Салијери га је научио о музици више него сви остали. Растали су се 1817. године.
Године 1814. је Шуберт је упознао младу сопранисткињу Терезу Гроб, кћерку локалног произвођача свиле и за њен глас написао неколико литургијских дела (најпознатија су Salve Regina и Tantum Ergo). Тереза је била солисткиња на премијери прве мисе (Д. 105) у септембру 1814. Шуберт је хтео да је ожени, али је био спречен строгим законима о браку из 1815. који су захтевали од младожење да докаже како има средства за уздржавање породице. У новембру 1816. након што није добио посао у Љубљани, Шуберт је Терезином брату Хајнриху послао збирку песама.
Једна од најпродуктивнијих Шубертових година била је 1815. у којој је компоновао више од 20.000 тактова музике, од чега је више од половине било за оркестар, укључујући и девет црквених дела, симфонију и око 140 песама (нем. Lieder). Упознао је и Анселма Хјутенбренера и Франца фон Шобера који ће му постати доживотни пријатељи. Са Јоханом Мајрофером га је упознао Спаун 1814.

### Потпора пријатеља
Значајне промене догодиле су се у Шубертовом животу 1816. Шобер студент из добростојеће породице позвао је Шуберта да се усели у кућу његове мајке. Предлог је дошао у време када је одбијен за радно место у Љубљани и када је одлучио да не ради у очевој школи. До краја године постао је гост у Шоберовом дому. Покушавао је да повећа приходе дајући музичке часове, али је брзо одустао и посветио се компоновању. Већи део дела из тог времена је необјављен, али су рукописи и копије кружиле међу пријатељима и поштоваоцима.
Рано 1817. Шобер је представио Шуберта Јохану Михаелу Воглу, угледном баритону двадесет година старијем од Шуберта. Вогл за којега ће Шуберт написати бројне песме постао је један од главних промотера Шуберта у бечким музичким круговима. Упознао је и Јозефа Хјутенбренера (брата Анселма), који је такође имао важну улогу у промовисању Шубертове музике. Ове особе и бројан круг пријатеља и музичара, касније ће постати заслужни за промовисање, скупљање и након његове смрти очување његове музике.
Касно 1817. Шубертов отац добио је ново радно месту у школи у Росау (недалеко од Лихтентала). Шуберт се придружио оцу и невољно се посветио учитељским дужностима. Рано 1818. одбијено му је чланство у угледној „Gesellschaft der Musikfreunde“, које би му унапредило музичку каријеру. Ипак његов рад постао је све запаженији у штампи и његово прво извођење секуларног дела, увертира изведена у фебруару 1818. доживела је похвале бечких новина и новина из иностранства.
Шуберт је провео лето 1818. као учитељ музике у породице Јохана Карла Естерхазјата у његовом дворцу у Жељезовцама (тада Аустрија, данас Словачка). Подучавао је свирању клавира и певању његове две кћерке Мари и Каролин, за релативно добру плату. Посао му није одузимао превише времена те је током боравка компоновао. У то време је написао своју светски познату композицију Војни марш број 1. у Д-дуру. Предах у Жељезовцама довео је до наставка компоновања за дует клавира.
Током раних 1820-их, Шуберт је био део групе уметника и студената који су се међусобно дружили. Узак круг пријатеља претрпео је тежак ударац када је аустријска полиција, опрезна на било каква окупљања и активности младих након француске револуције и наполеонских ратова, Шуберта и неке његове пријатеље ухапсила. Један од Шубертових пријатеља, Јохан Сен, осуђен је на годину дана затвора и трајно му је забрањен улазак у Беч, док су остала тројица и Шуберт строго опоменути. Иако Шуберт никад више није видео Сена, компоновао је неке његове поеме (Selige Welt и Schwanengesang), што је можда довело до свађе са Мајрхофером са којим је становао у то време.

### Музичка зрелост
Дела из 1819. и 1820. показала су значајан напредак у развоју зрелости и стила. Недовршени ораторијум „Лазарус“ (Д. 689) започет је у фебруару; након чега су следили, усред бројних мањих дела, 23. Псалам (Д. 706), Gesang der Geister (Д. 705/714), Quartettsatz у ц-молу (Д. 703), и Фантазија у Ц-дуру (Wanderer Fantasy) (Д. 760). Од значаја је и извошење две Шубертове опере 1820: Die Zwillingsbrüder (Д. 647) 14. јула и Die Zauberharfe (Д. 644) 21. августа. Његове веће музичке композиције (осим његових миса) изводио је само аматерски оркестар у Гунделхофу, група која је израсла из забава квартета у његовом дому. Почео је заузимати све проминентнији положај, обраћајући се ширем кругу публике. Издавачи нису обраћали пажњу на њега, једино је Антон Дијабели невољно пристао да штампа нека од његових дела.
Тако је штампано првих седам бројева опуса (све песме), након чега је сарадња престала. Ситуација се побољшала у марту 1821. када је Вогл отпевао Der Erlkönig на концерту који је био изузетно добро примљен. Тог месеца Шуберт је компоновао варијацију валцера Антона Дијабелија (Д. 718), и био један од педесет композитора који су допринели делу Vaterländischer Künstlerverein (антологија која садржи и 81 варијацију за клавир, на теме дела Дијабелија које је компоновао 51 аустријски музичар тог времена).
Продукција две опере усмерила је Шубертову пажњу на позорницу, али је због низа разлога била готово потпуно неуспешна. Свеукупно продуковао је седамнаест сценских дела, сва неуспешна те су била брзо заборављена. Године 1822. Alfonso und Estrella је одбијена делимично због либрета.Fierrabras (Д. 796) је одбијена у јесен 1823. великим делом због популарности Росинија и италијанског стила опере и неуспеха Карл Марија фон Веберове Euryanthe. Die Verschworenen (Завереници, Д. 787) је забрањена од стране цензора (наводно на темељу наслова), и Rosamunde (Д. 797) је повучена након две ноћи, због лошег квалитета представе за коју је Шуберт написао музику.
Године 1822. упознао је немачког композитора Карл Марија фон Вебера и Бетовена, али из тих познанстава није се пуно изродило.

### Касније године и ремек-дела
Иако преокупиран позориштем и касније својим службеним дужностима, Шуберт је и у тим годинама пронашао времена за писање великог броја композиција. Завршио је Мису бр. 5 (Д. 678), а 1822. започео је рад на делу које највише показало његову зрелу личну музичку визију, VIII симфонија у х-молу, „Недовршена Симфонија“. Разлог зашто ју је оставио недовршеном и данас је непознат, те је предмет расправа стручњака. Године 1823. Шуберт, уз Fierrabras, пише и први циклус песама Die schöne Müllerin (Д. 795), на поеме немачког песника Вилхелма Милера. Током те године пише и песму Du bist die Ruh (Д. 776).
Године 1824. пише варијације за флауту и клавир на пјесму Trockne Blumen, из циклуса Die schöne Müllerin и неколико гудачких квартета. Пише и Arpeggione Sonata (Д. 821), у време када је трајала мања помама за „арпеђионом“ (инструмент сличан гитари). У пролеће те године пише Октет у Ф-дуру (Д. 803), а у лето се враћа у Зелиз. Тамо га привлачи мађарски музички идиом и пише Divertissement à la hongroise (Д. 818) за дует клавира и Гудачки квартет у а-молу (Д. 804). Наводно се тада узалудно заљубио у своју ученицу, грофицу Каролин Естерхази, али је само једно дело посветио њеном имену Фантазија у ф-молу (Д. 940) за дует клавира.
Неуспеси ранијих година, компензовани су просперитетом током 1825. Страх од сиромаштва је заборављен и провео је угодне летње празнике у Горњој Аустрији, где је прихваћен са ентузијазмом. Од 1826. до 1828. живео је у Бечу и компоновао, осим кратке посете Грацу 1827.

### Болест и смрт
Усред креативне активности његово здравље се нарушило. Службени разлог смрти била је тифоидна грозница, иако су изнесене и друге теорије, од којих је једна да је био у терцијарној фази сифилиса. Касно у лето 1828. посетио је дворског лекара Ернста Рина, који је потврдио његове сумње да је неизлечиво болестан те да ће вероватно убрзо умрети. Неки од симптома које је имао упућују на тровање живом, која се у то време користила као лек за сифилис. На почетку новембра поновно се разболео. Осећао је главобоље, грозницу, имао отечене зглобове и повраћао. Шуберт је преминуо у Бечу у својој 31. години, 19. новембра 1828. у стану свог брата Фердинанда. Последње музичко дело које је желео да чује био је Бетовенов Гудачки квартет бр. 14 у цис-молу, оп. 131. У складу са властитим жељама покопан је крај Бетовена, човека којем се дивио, на сеоском гробљу у Верингу.
Године 1872. у бечком парку Штадпарк, подигнут је меморијал Францу Шуберту. Године 1888. оба гроба, Шубертов и Бетовенов су премештена у средишње бечко гробље Централфридхоф, где се налазе покрај гробова Јохана Штрауса II и Јоханеса Брамса. Гробље у Верингу је претворено 1925. у парк, назван Шубертов парк, а бивши гроб му је означен бистом.

## Комеморације
Године 1897. стогодишњицу Шубертовог рођења, музички свет је обележио фестивалима и музичким извођењима посвећеним његовој музици. У Бечу је одржано десет дана концерата, а цар Фрањо Јосип I одржао је говор у којем признаје Шуберта као стваратеља уметничке песме и једног од аустријских најдражих синова. У Карлсруеу одржана је прва продукција његове опере . Године 1928. Шубертова недеља одржана је у Европи и САД, како би означило сто година смрти композитора. Шубертова дела извођена су у црквама, концертним дворанама и емитована на радио-станицама. Одржано је у његову част и такмичење са главном наградом од 10.000 америчких долара под покровитељством Columbia Phonograph Company. Победио је шведски композитор Курт Атерберг са Шестом симфонијом

### Снимци
- Schubertlied.de Архивирано на веб-сајту  (2. децембар 2019)
- Schubert cylinder recordings
- Chronological Spotify playlist of numerous works from D 1 to D 988

### Партитуре
- Kreusch-sheet-music.net
- Schubertline.co.uk Архивирано на веб-сајту  (21. март 2021)
- Free scores by Franz Schubert at Open Music Library
- Franz Schubert на сајту Пројекат Гутенберг (језик: енглески)
- Франц Шуберт на сајту Internet Archive (језик: енглески)
- Schubert's Sheet Music Архивирано на веб-сајту  (1. март 2006)
- Lieder sheet music